# Acta de conciliación

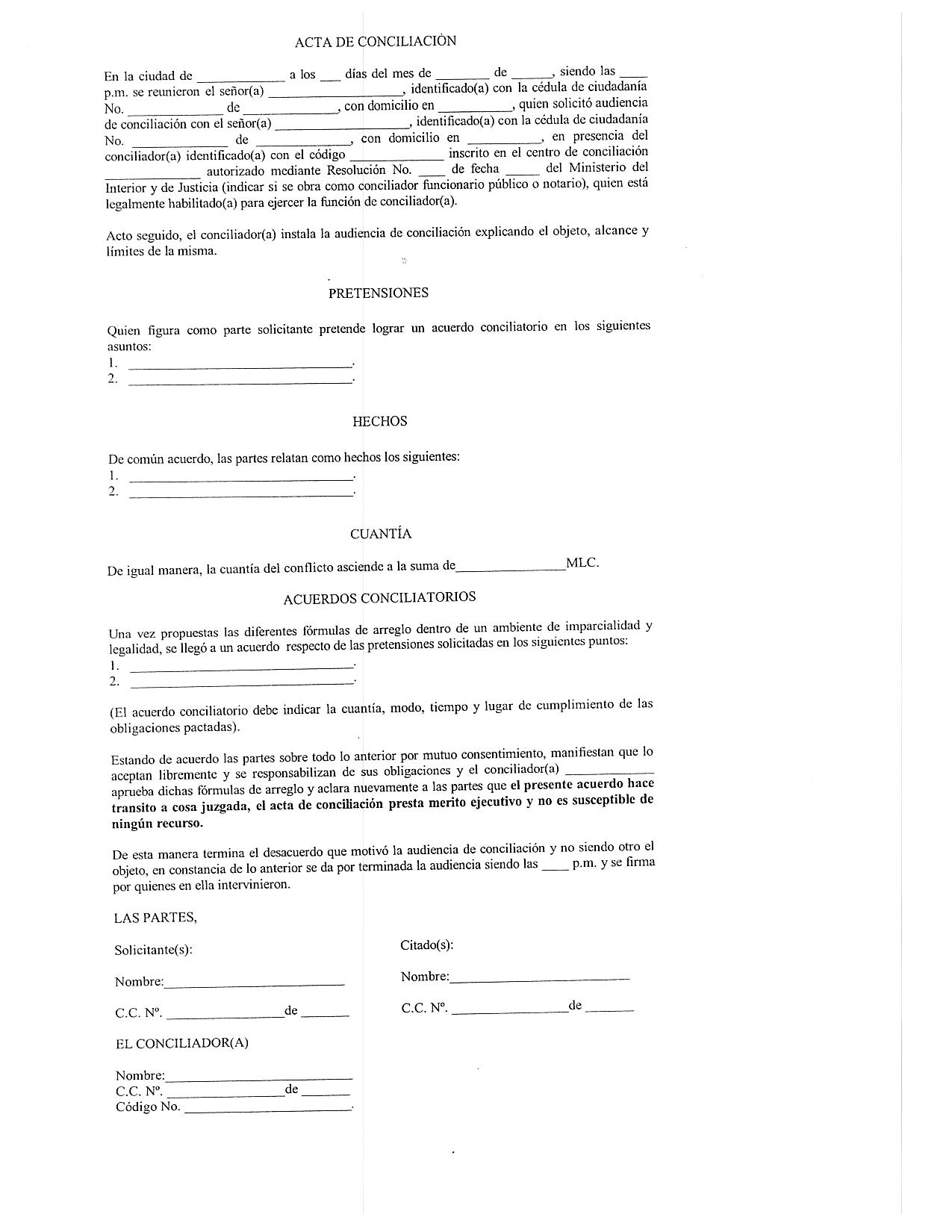
Formato de un acta de conciliación.

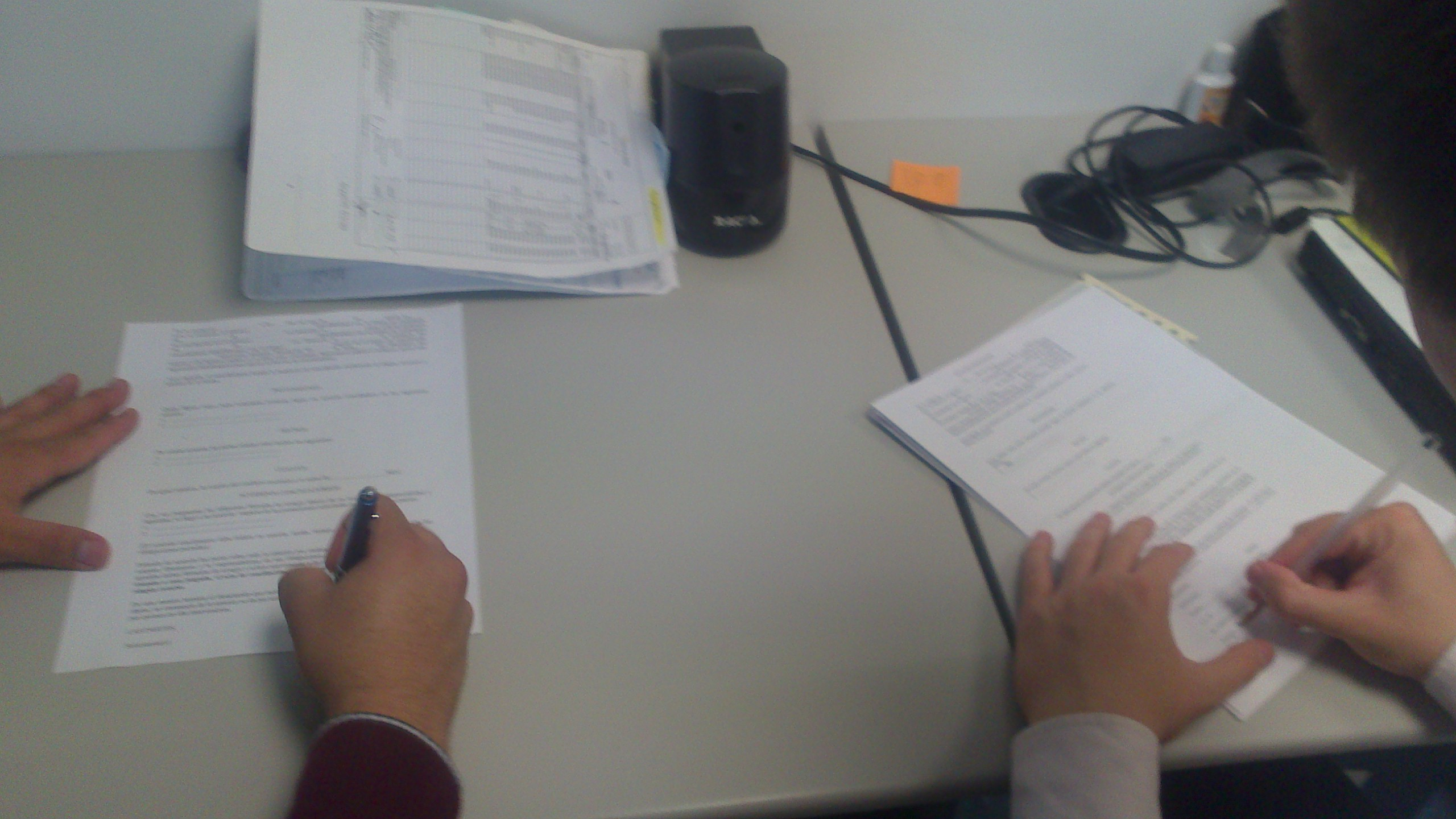
Firma de un acta de conciliación por las partes.

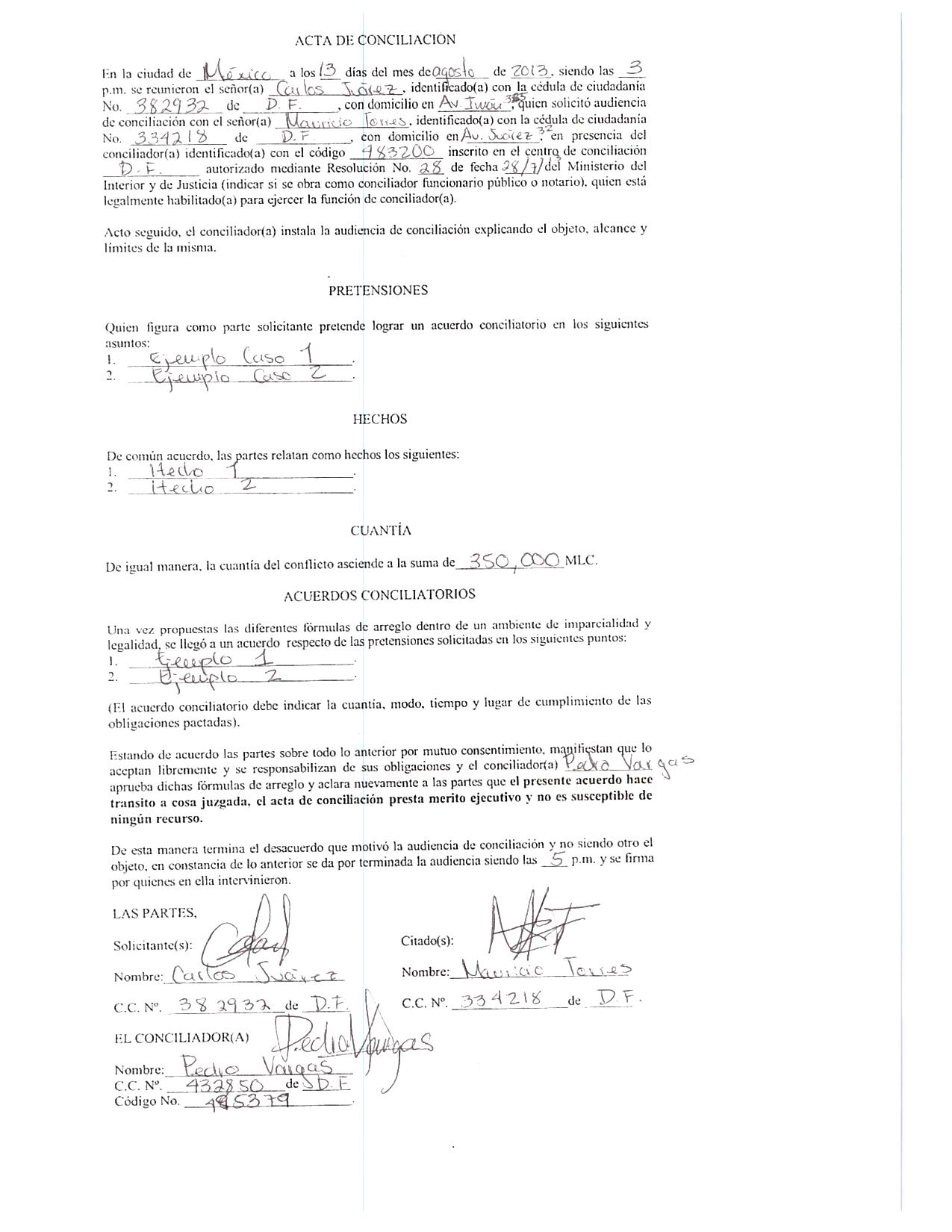
Acta de conciliación firmada por las partes y por el conciliador.

El acta de conciliación es un documento donde se expresa la voluntad de las partes incluyendo la declaración final de un proceso de conciliación. Esta acta cuenta con valor jurídico, por lo que de no ser cumplida por las partes involucradas, se ejecutarán de inmediato los puntos mencionados en el acta, solicitando su cumplimiento.
Una característica significativa de esta acta es que puede ejecutarse en un menor tiempo a diferencia de otros juicios jurídicos o pleitos judiciales.

## Contenido
El acta de conciliación debe contar con el lugar y la fecha en donde se lleva a cabo, información oficial de la identidad de las partes conciliantes, nombre y número del documento oficial conciliador, los hechos expuestos en la solicitud de conciliación previamente realizada, el acuerdo conciliatorio, la firma del conciliador y de las partes y la huella digital de las mismas.
El acta de conciliación no debe presentarse en mal estado físico como enmendaduras, borrones, raspaduras, entre otros.